# TIBCO-Silicon Valley Bank/Saison 2018
Dieser Artikel listet die Erfolge und Mannschaft der UCI Women’s Teams TIBCO-Silicon Valley Bank in der Straßenradsport-Saison 2018 auf.

## Erfolge
| Siege    | Siege                                                     | Siege              | Siege  | Siege            | Siege |
| Datum    | Rennen                                                    | Staat              | Klasse | Siegerin         |       |
| -------- | --------------------------------------------------------- | ------------------ | ------ | ---------------- | ----- |
| 7. Jan.  | Australische Meisterschaften, Straßenrennen der Frauen    | Australien         | CN     | Shannon Malseed  |       |
| 17. Mai  | Tour of California - women, 1. Etappe                     | Vereinigte Staaten | 2.WWT  | Kendall Ryan     |       |
| 24. Jun. | Guatemala National Road Cycling Championships - Women ITT | Guatemala          | CN     | Nicolle Bruderer |       |
| 28. Jun. | Mexico National Road Cycling Championships - Women ITT    | Mexiko             | CN     | Ingrid Drexel    |       |
| 8. Jul.  | White Spot / Delta Road Race                              | Kanada             | 1.2    | Kendall Ryan     |       |

## Team
| Teamkader 2018   | Teamkader 2018     | Teamkader 2018         | Teamkader 2018               |
| Name             | Geburtsdatum       | Land                   | Vorheriges Team              |
| ---------------- | ------------------ | ---------------------- | ---------------------------- |
| Lex Albrecht     | 6. April 1987      | Kanada                 |                              |
| Nicolle Bruderer | 15. August 1993    | Guatemala              |                              |
| Kathryn Buss     | 4. Oktober 1993    | Vereinigte Staaten     |                              |
| Brodie Chapman   | 9. April 1991      | Australien             |                              |
| Alice Cobb       | 31. Juli 1995      | Vereinigtes Königreich | Lares-Waowdeals Women (2017) |
| Ingrid Drexel    | 28. Juli 1993      | Mexiko                 | Astana Women's Team (2016)   |
| Emma Grant       | 30. September 1991 | Vereinigtes Königreich | Colavita-Bianchi (2017)      |
| Alison Jackson   | 14. Dezember 1988  | Kanada                 | BePink Cogeas (2017)         |
| Shannon Malseed  | 27. Dezember 1994  | Australien             |                              |
| Emily Newsom     | 4. September 1983  | Vereinigte Staaten     |                              |
| Kendall Ryan     | 10. August 1992    | Vereinigte Staaten     |                              |
| Jennifer Tetrick | 15. November 1981  | Vereinigte Staaten     | Twenty16-Ridebiker (2016)    |
|                  |                    |                        |                              |
| Quelle: UCI      |                    |                        |                              |

Anmerkung: Lex Albrecht